# 莫一大王
《莫一大王》是流传于河池等壮族地区的民间英雄史诗。史诗中的主人公莫一大王，是一个富于传奇性的神化人物。他原来也是一个普普通通的平民。他有家庭，有母亲，有妻室，过着艰苦的躬耕生活。他具有劳动人民的深厚感情和阶级本色。为了维护本民族人民的切身利益，他在森严的朝廷上，在皇帝面前，敢于冒生命危险，智斗奸臣，为民除害。他受封为“大王”（传识故事里说他的“大王”并不是皇帝赐予的封号，而是因为他力大无穷、有神奇本领，在乡里专为人们谋利益，深得人们的敬重，人们拥他又头领，称他作“大王”）。以后，虽然远在京城当官办事，但却时刻不忘家乡的父老兄弟，每个晚上都不惜跑回家来，他无意要出人头地，只想为国为民多效力。可封建王朝容不了他，后来被迫走上了反叛的道路。
史诗着重地描写他反叛以后，对封建统治者所展开的一系列的反抗斗争。在这过程中，作者们把人民群众的智慧和思想、胆识和力量，都集中地概括在他的身上，充分地显示了他神通广大、勇敢机智，具有超凡的绝大本领：能将身上捆着的粗大铁链一挣就碎；能像孙悟空那样摇身一变，钻进挥头，躲过皇帝的问斩；能一箭射到京城的皇宫里，射中皇帝正在洗着脸的脸盆；能像赶羊群一样地用竹鞭赶着群山来围堵皇兵；能在竹子里孕育兵马；能扎草成兵；脑袋被砍下来还会说话，还能再安回去复原……